# چک شماره ۱۱۱ / ۱ ایل، رحیم‌یارخان
چک شماره ۱۱۱ / ۱ ایل (به انگلیسی: Chak No 111/1L) یک روستا در پاکستان است که در پنجاب واقع شده‌است.